# Vessø
Vessø er en cirka 1½ km lang sø umiddelbart syd for jernbanen syd for Ry. Søen har afløb gennem Skærså til Rye Mølle Sø.
Fra jernbanen er der godt udsyn over søen, men ellers ligger den gemt af vejen i landskabet. Der er ikke offentlig adgang til søen. Der lever oddere ved søen.
Ved søen er fundet en boplads af Gudenåkulturen.